# Свитек, Штефан
Штефан Свитек (чеш. Štefan Svitek; 23 января 1960 года, Подбрезова, Банскобистрицкий край, Чехословакия — 8 июня 1989 года, Братислава, Чехословакия) — чехословацкий рецидивист, который в 1987 году крайне жестоким способом убил свою беременную жену и двух дочерей. За это преступление был приговорён к смертной казни. Стал последним казнённым на территории Чехословакии (включая период после раздела страны).

## Биография
Отец Штефана был алкоголиком, и тот рос в атмосфере домашнего насилия. Привыкнув к такого вида поведению, считал его нормальным. Ещё в подростковом возрасте был осуждён за несколько преступлений, в том числе за кражу и жестокое обращение с животными. Периоды пребывания на свободе длились не более одного года. Самым серьёзным преступлением, которое совершил, было заточение умственно отсталой женщины, которую он регулярно насиловал. 
По меньшей мере один раз прошёл курс лечения от алкоголизма и курс лечения в психиатрической клинике. Заключил брак с женщиной цыганского происхождения по имени Мария, у которой уже была дочь от первого брака. Супруги переехали в Брезно, Банскобистрицкого края. Вскоре Свитек стал вести себя в семье крайне агрессивно. Регулярно бил жену и дочерей (у супругов в 1983 году родилась дочь).

## Убийство, суд и казнь
В первой половине дня 30 октября 1987 года Свитек вместе с приятелем напилили и накололи дров для топки своему знакомому. За работу они получили две бутылки смородинового вина, с которыми пошли в корчму. Там они распили полученный алкоголь и заказали ещё. Затем перешли в гостиницу «Грон», где пили до самого закрытия заведения. По дороге домой пьяный Свитек упал и уснул на лавочке. Его приятель ушёл. Примерно через час, проснувшись от холода, он пошёл домой, где не обнаружил беременной жены и двух дочерей (четырёх и шести лет). Потом он обнаружил, что они спрятались от него в летней пристройке, двери которой оказались запертыми. Штефан начал стучать в дверь, но жена ему крикнула, чтобы он уходил. Это его взбесило, и он решил выломать дверь. Принеся топор, Свитек вышиб дверь и начал ругать свою жену за то, что та её ему не открыла. Женщина отвернулась от него, не удостоив его ответом.
Свитек по-видимому потерял контроль над собой и нанёс жене 16 ударов топором, практически отделив голову от тела. Затем, заметив, что дочери проснулись, он напал и на них. Ближайшую к нему он ударил топором три раза, вторую — четыре раза. Вид крови вызвал у него сильное сексуальное возбуждение. Кухонными ножами, которые он принёс из другой комнаты, вскрыл жене шею и живот, вырвал у неё кишки и разбросал их по полу. Затем отрезал ей груди, которые тоже бросил на пол. В теле был шестимесячный плод, который ещё шевелился. С помощью ножа Свитек выпотрошил и его. При манипуляциях с телом жены у него наступил оргазм. После этого он решил упаковать тела дочерей в джутовые мешки и унести их в лес. Уже рядом с домом у него опять появилось сексуальное желание, и он, перенеся девочек в залу дома, вынул их из мешков на пол. Ножом он вскрыл им брюшину и вынул часть внутренностей. Их он разложил вокруг. Насиловал мёртвые тела и мастурбировал на них, отрезая куски тел и разрезая их ножом на кусочки.
Свитек перешёл в дом, где умылся, вытер кровь свитером, сменил грязную одежду, которую спрятал в поленницу дров перед домом. После этого покинул город. Свитек отправился в заброшенный родительский дом, где напился и решил покончить с собой, но опьянев, уснул. На следующий день он взломал другой дом, в котором и спрятался. Там он нашёл бутылку креплёного вина «Альпа», выпив которую, решил повеситься, но первоначально оскопил себя с помощью ножа. Затем он соорудил петлю на стропилах и пытался повеситься, но верёвка не выдержала. Свитек упал с большой высоты, ударился головой и потерял сознание. Когда он пришёл в себя, то услышал возле дома шум грузовика и решил сбежать. К тому времени семья Марии уже нашла тела, и Свитека разыскивала полиция. Ослабевшего из-за кровопотери из раны в паху Свитека, стоящего у дороги, обнаружила одна из патрульных машин. Он был доставлен на допрос, где признался в содеянном. В своём поступке не раскаивался и сожаления не выказал.
Защита не смогла смягчить его приговор. Краевой суд в Банской Бистрице приговорил Штефана Свитека к высшей мере наказания — смертной казни. Приговор был приведён в исполнение в Братиславе, хотя родственники убитой были убеждены, что исполнение приговора не проводилось, и Свитек был просто помещён в психиатрическую лечебницу. Штефан Свитек был последним казнённым в Чехословакии. После бархатного развода ни в Чехии, ни в Словакии не приводились в исполнение приговоры смертной казни.
Фильм о преступлении Штефана Свитека вышел в 11-й серии документального телесериала «Najväčšie kriminálne prípady Slovenska» в 2012 году.

## Смотреть также
- Владимир Лулек